# 18334 Drozdov
18334 Drozdov (1987 RA3) là một tiểu hành tinh vành đai chính được phát hiện ngày 2 tháng 9 năm 1987 bởi L. G. Karachkina ở Đài vật lý thiên văn Crimean.